# 都賀駅

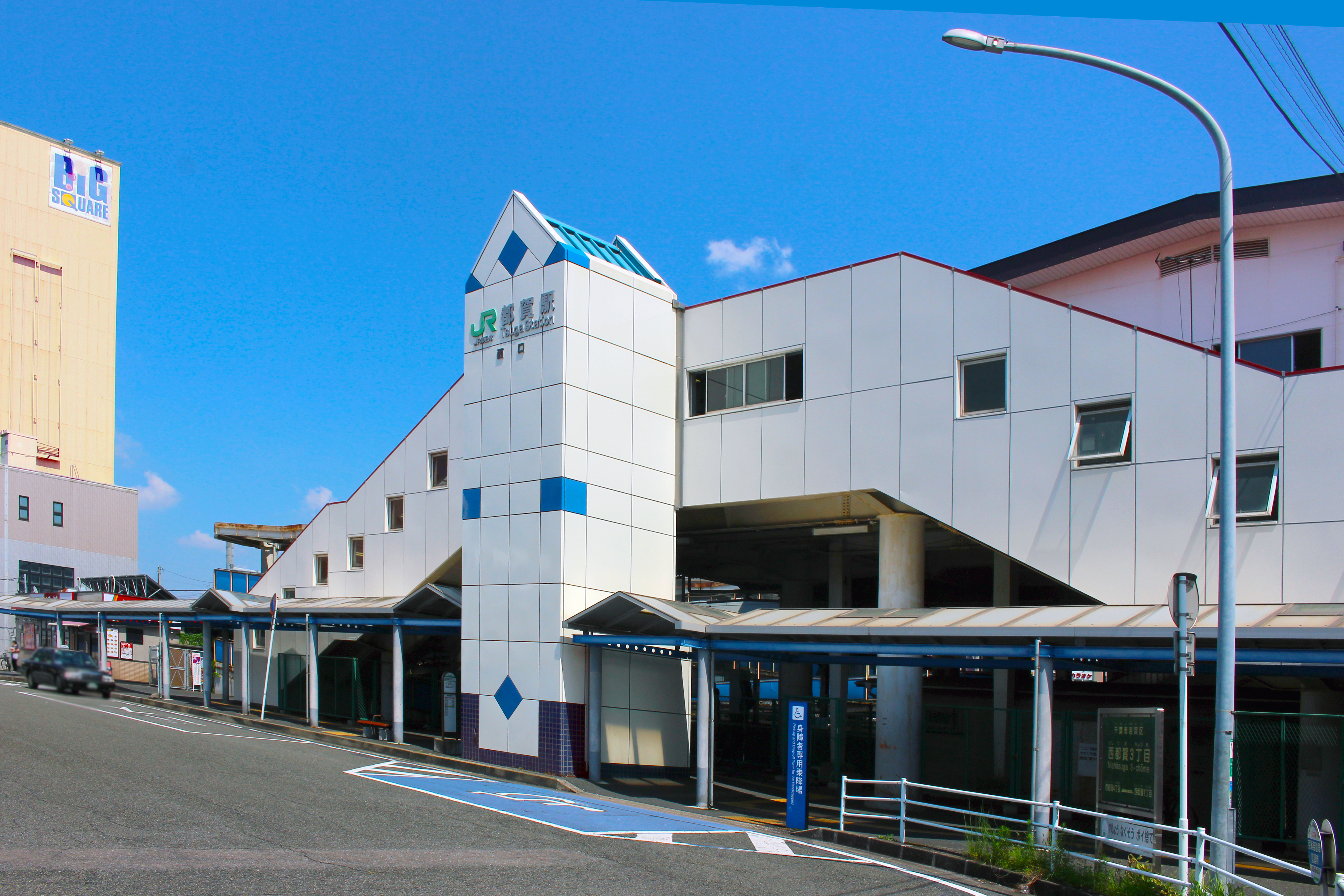
西口（2024年6月）

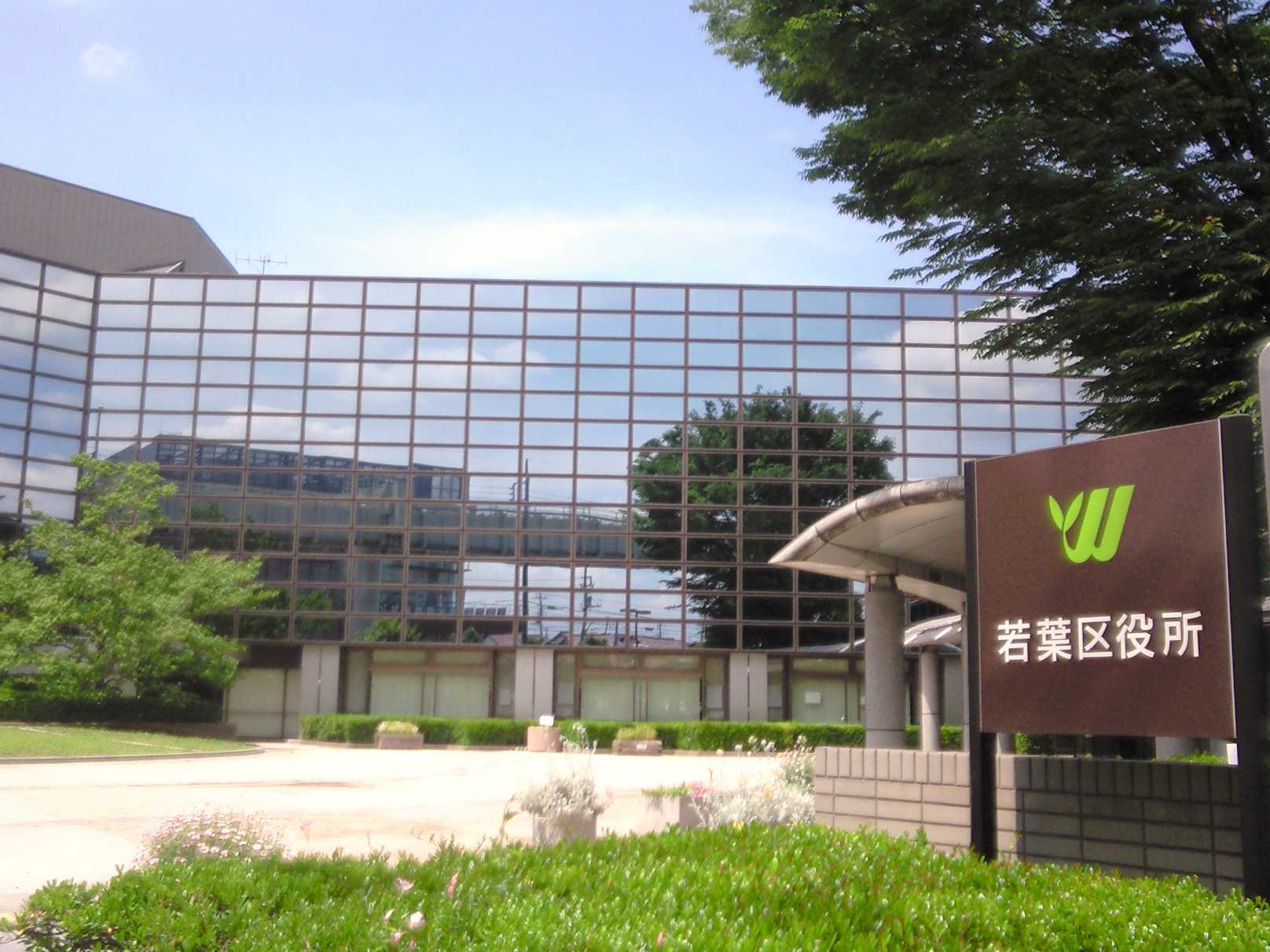
千葉市若葉区役所

都賀駅（つがえき）は、千葉県千葉市若葉区都賀三丁目にある、東日本旅客鉄道（JR東日本）・千葉都市モノレールの駅である。

## 乗入路線
JR東日本の総武本線と、千葉都市モノレールの2号線が乗入れている。この他佐倉駅から分岐する成田線列車も利用可能となっている。
- JR東日本 - 駅番号「JO 30」[報道 1]
  - ■  総武本線：東京駅から銚子駅を結ぶ鉄道路線（幹線）。東京駅より横須賀線への直通運転が実施されている。
  - ■  成田線：佐倉駅から松岸駅間の本線が乗り入れ、総武本線銚子駅を始終着駅とする。成田駅より空港支線を経由し成田空港駅へ向かう列車も乗入れる。
- 千葉都市モノレール
  -  2号線 - 駅番号「CM 11」[1]

## 歴史
- 1912年（大正元年）11月1日：総武本線千葉 - 四街道間に都賀信号所が開設[2][3]。
- 1922年（大正11年）4月1日：信号所が信号場に改称され、都賀信号場となる[3]。
- 1965年（昭和40年）9月30日：総武本線千葉 - 四街道間の複線化を契機として、都賀仮乗降場に昇格（国鉄千葉鉄道管理局設定）[3][新聞 1]。
- 1968年（昭和43年）3月28日：都賀駅に昇格（旅客のみ取扱い）[3][新聞 2]。また、千葉 - 成田間の電化に伴い、同日より電車列車も停車[新聞 3]。
- 1978年（昭和53年）3月1日：快速列車停車駅となる[4][5]。
- 1987年（昭和62年）4月1日：国鉄分割民営化に伴い、東日本旅客鉄道（JR東日本）の駅となる[2]。
- 1988年（昭和63年）3月28日：千葉都市モノレールの駅が開設[6][7]。
- 1995年（平成7年）3月11日：JR東日本の駅に自動改札機を設置し、供用開始[8]。
- 2001年（平成13年）11月18日：JR東日本でICカード「Suica」の利用が可能となる[報道 2]。
- 2002年（平成14年）2月23日：コンコースを増築し、バリアフリー設備の供用開始。
- 2009年（平成21年）3月14日：千葉都市モノレールでICカード「PASMO」の利用が可能となる[報道 3]。
- 2018年（平成30年）7月20日：JR東日本の駅が業務委託化[9]。
- 2019年（平成31年）
  - 1月31日：この日限りでみどりの窓口の営業終了[10][11]。
  - 3月：千葉都市モノレール2号線の駅のトイレの改修工事（洋式化）完了。

### 駅名の由来
「都賀」の駅名は、1889年（明治22年）に10村が合併して誕生した「都賀村」に由来する。前身の都賀信号所開設当時、所在地が都賀村に属していたことによるが、村の中心部からは離れている。また、都賀村が存在していた頃は都賀信号場は駅に昇格していなかった。総武本線における都賀村の中心であった作草部（さくさべ）の最寄り駅は、1963年（昭和38年）の移転以前の千葉駅、現在では東千葉駅である。

## 駅構造

### JR東日本
島式ホーム1面2線を有する地上駅で、橋上駅舎を備える。
JR東日本ステーションサービスが駅業務を受託している千葉統括センター（四街道駅）管理の業務委託駅。駅機能は2階にある。

#### のりば
| 番線 | 路線                        | 方向 | 行先                 |
| ---- | --------------------------- | ---- | -------------------- |
| 1    | ■ 総武本線 （■ 成田線含む） | 上り | 千葉・東京方面       |
| 2    | ■ 総武本線                  | 下り | 佐倉・成田・銚子方面 |
| 2    | ■ 成田線                    | 下り | 佐倉・成田・銚子方面 |

（出典：JR東日本:駅構内図）

#### 駅設備
- 出・改札設備：多機能券売機、チャージ専用機、指定席券売機、自動改札機（うち4台がSuica専用改札）、自動精算機（いずれもSuica対応）
- 物販施設
  - 改札内：NewDays 
  - 東口階段下：1丁目1番地ほろ酔い居酒屋
  - 西口階段下：餃子の王将都賀駅西口店
- 改札内設備：トイレ（改札内）、バリアフリー対応多機能トイレ、ホーム連絡階段、ホーム直通エスカレーター（上下）、ホーム直通エレベーター、LED式発車標（改札上）
- 改札外設備：東口階段、西口階段、東口スロープ、西口スロープ、改札階直通エレベーター（西口）

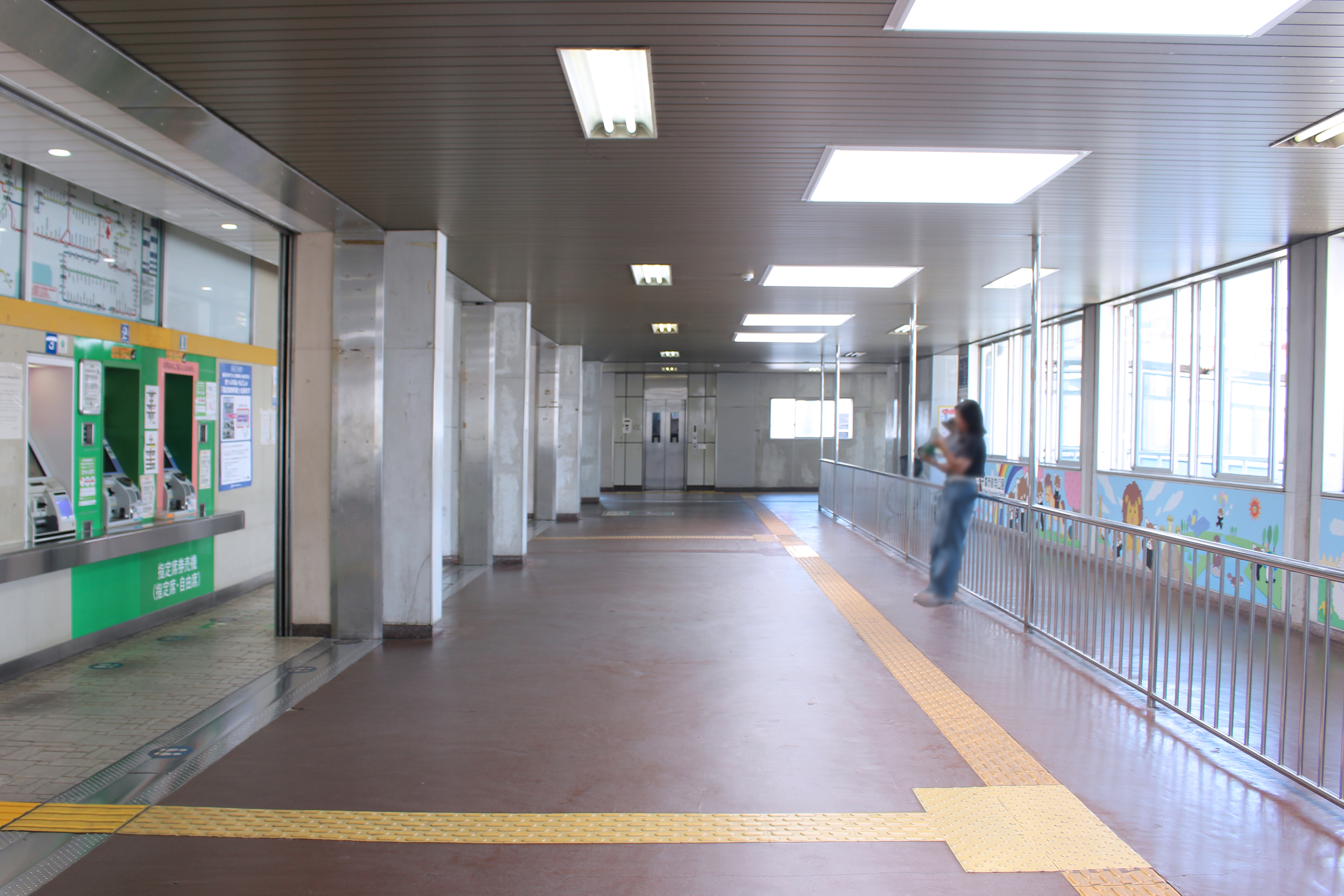
改札外コンコース（2024年7月）
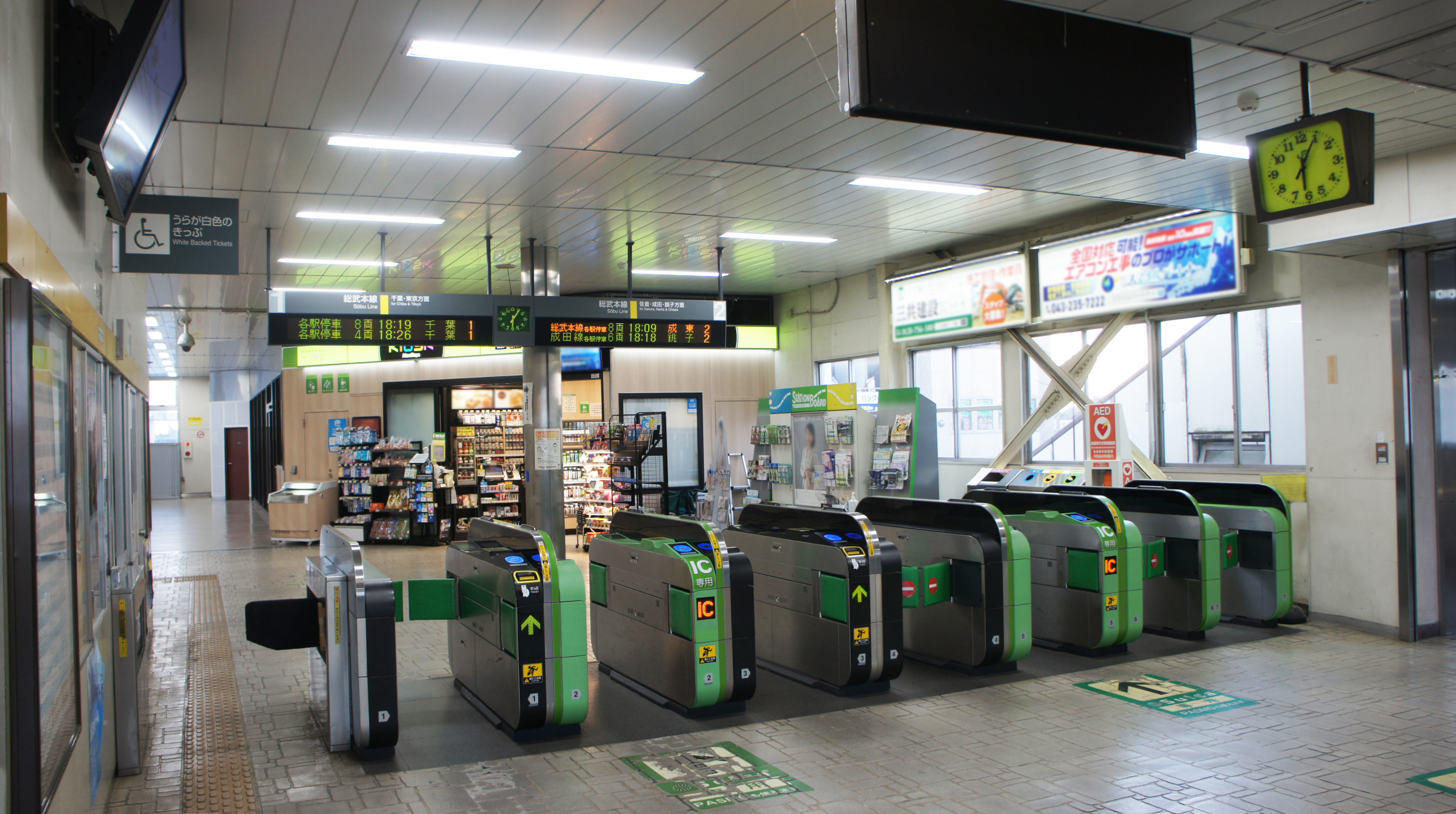
改札口（2021年5月）
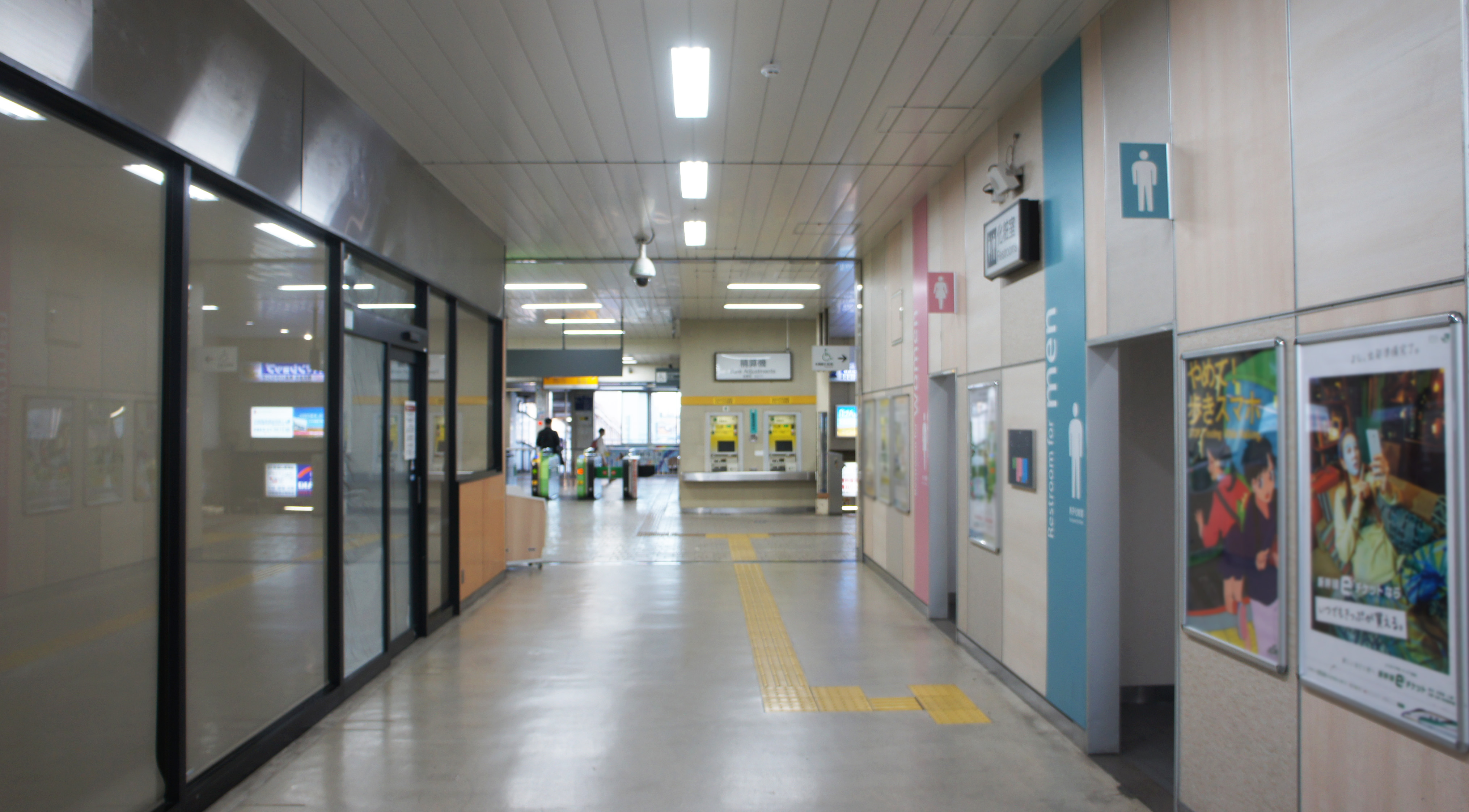
改札内コンコース（2021年5月）
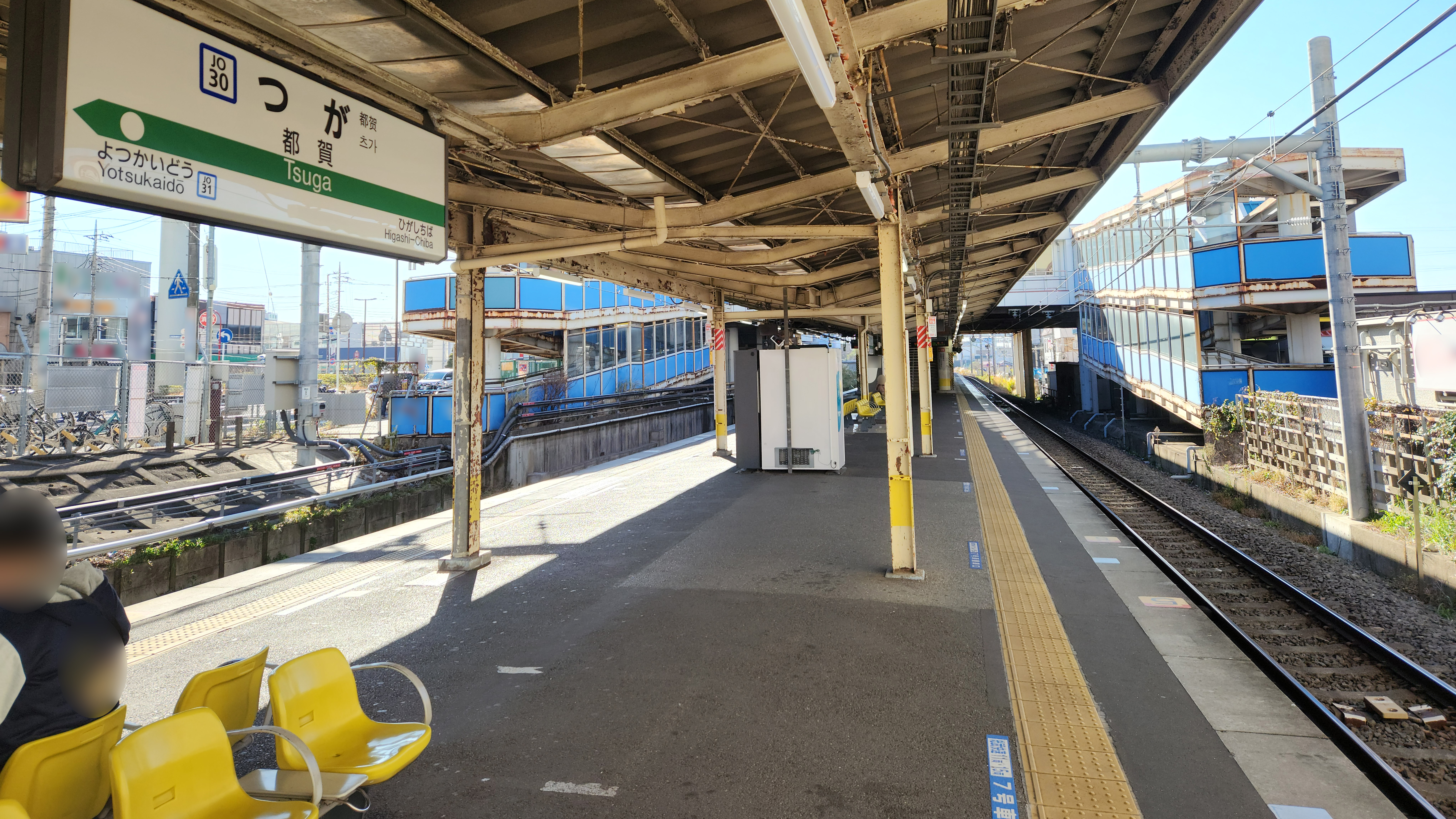
駅ホーム（2023年12月）
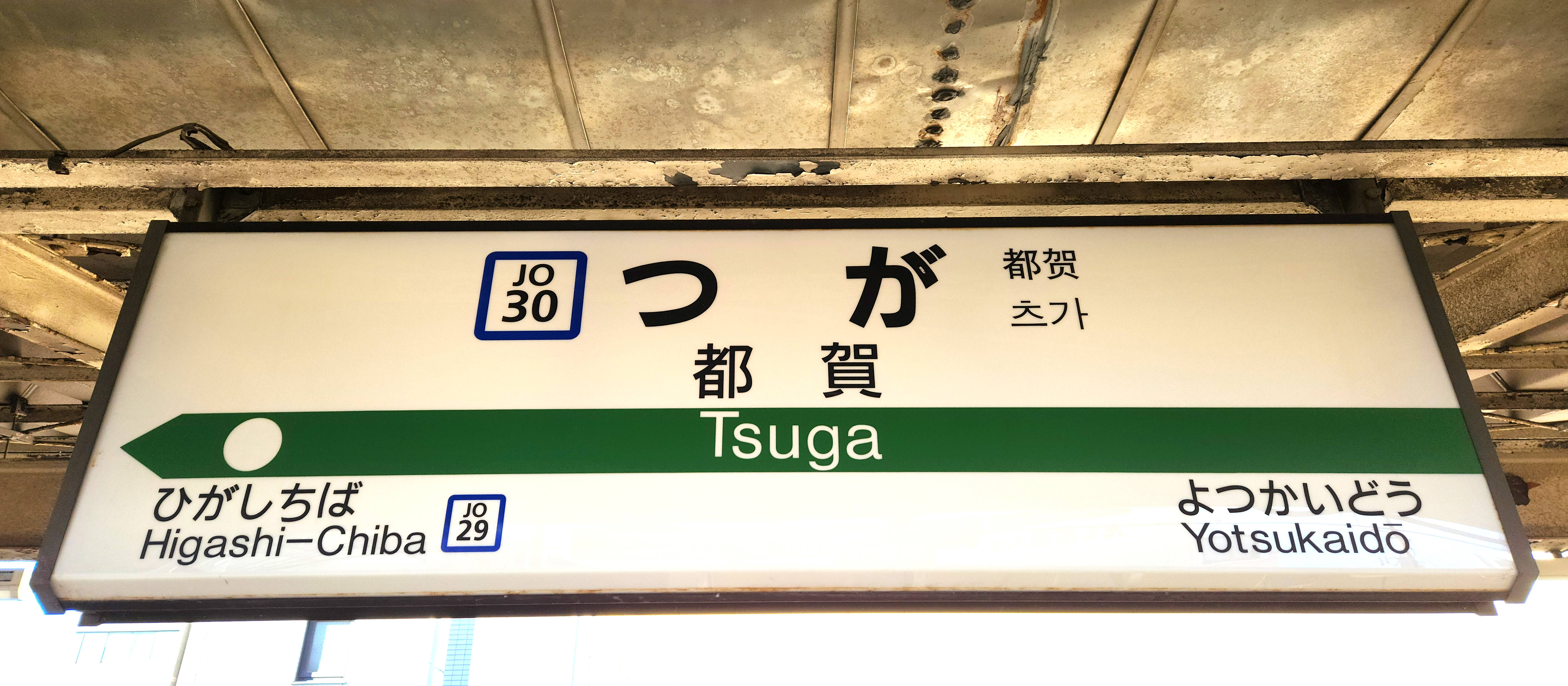
駅名標（2023年12月）

### 千葉都市モノレール
相対式ホーム2面2線を有する高架駅。
有人駅で、2号線の管理駅である。

#### のりば
| 番線 | 路線  | 行先           |
| ---- | ----- | -------------- |
| 1    | 2号線 | 千城台方面     |
| 2    | 2号線 | 千葉みなと方面 |

（出典：千葉都市モノレール:構内図）

#### 駅設備
- （改札外）出・改札設備：自動券売機・自動改札機（一番窓口から遠い通路は幅広になっている）
- （改札内）ICカードチャージ機
- 物販施設：コインロッカー（改札外）
- 構内設備：トイレ（改札内）、ホーム連絡階段、ホーム直通エレベーター
- ホーム：ベンチ、自動販売機などがある。全長66メ－トル（4両編成対応）。上屋設置。
- 構外設備：東口階段、JR線との連絡通路（東口）、改札階直通エレベーター（東口）、セブン銀行ATM

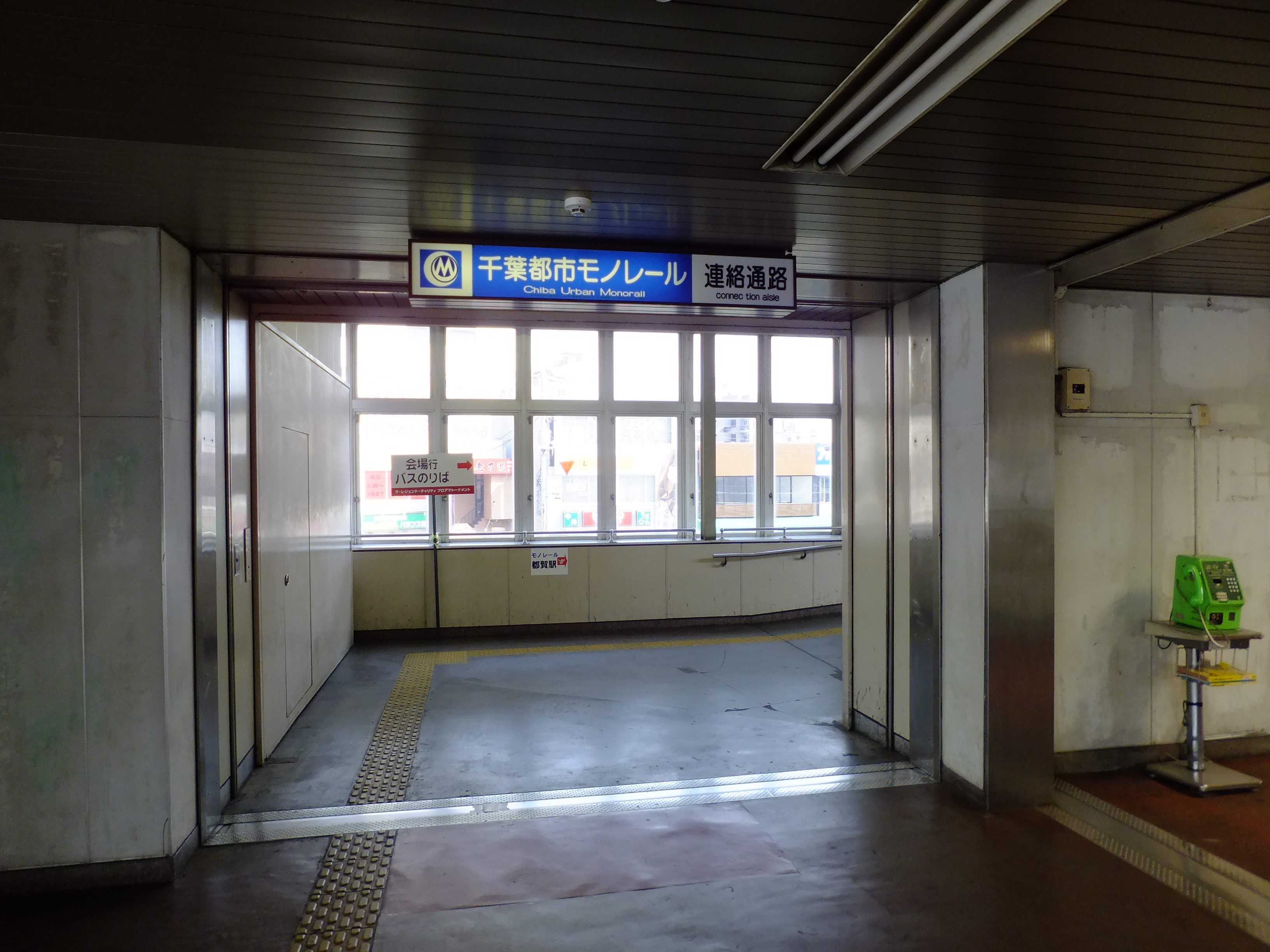
JRからモノレール駅への連絡通路出入口（2012年5月）
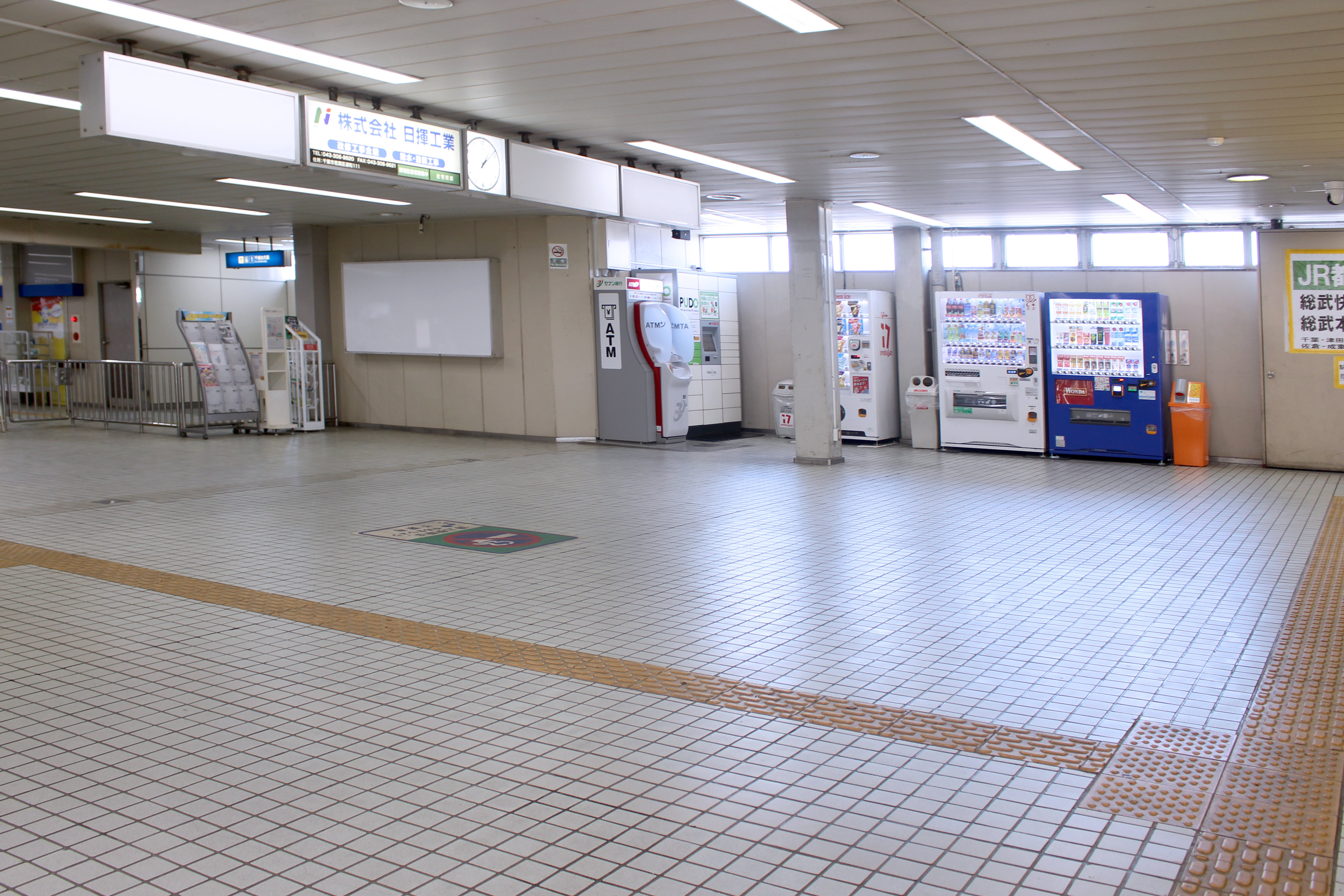
駅コンコース（2024年7月）
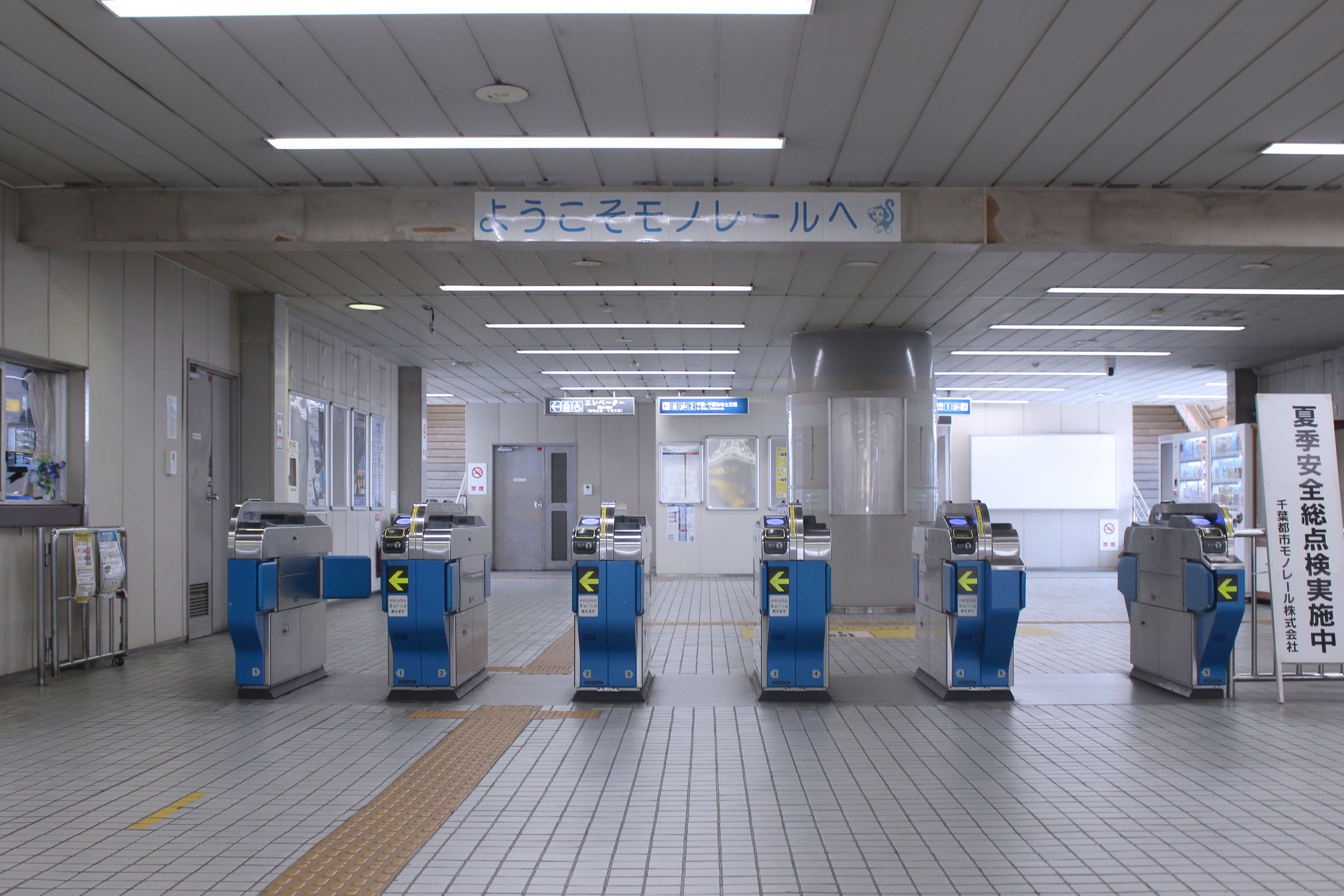
改札口（2024年7月）
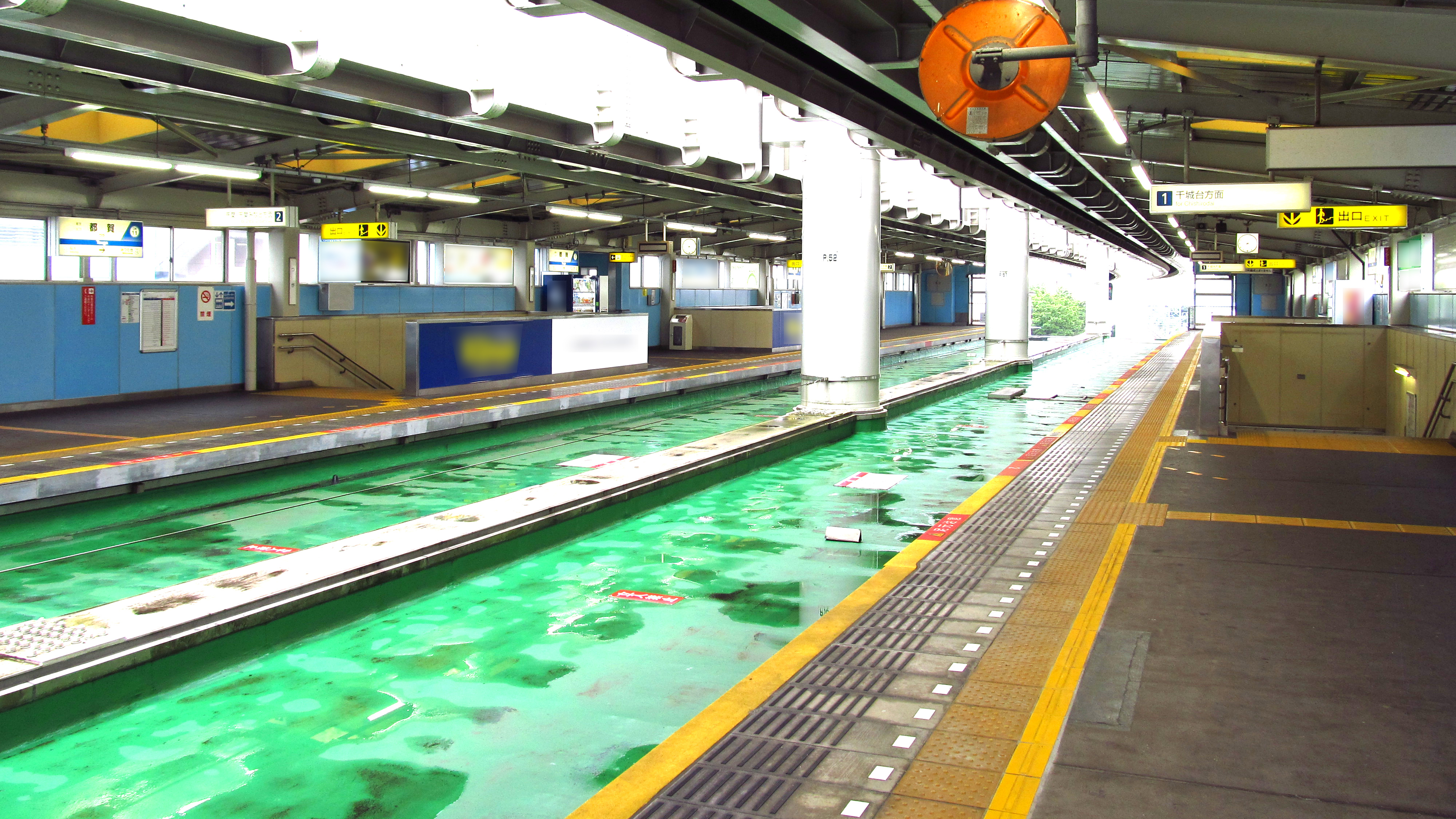
駅ホーム（2019年7月）
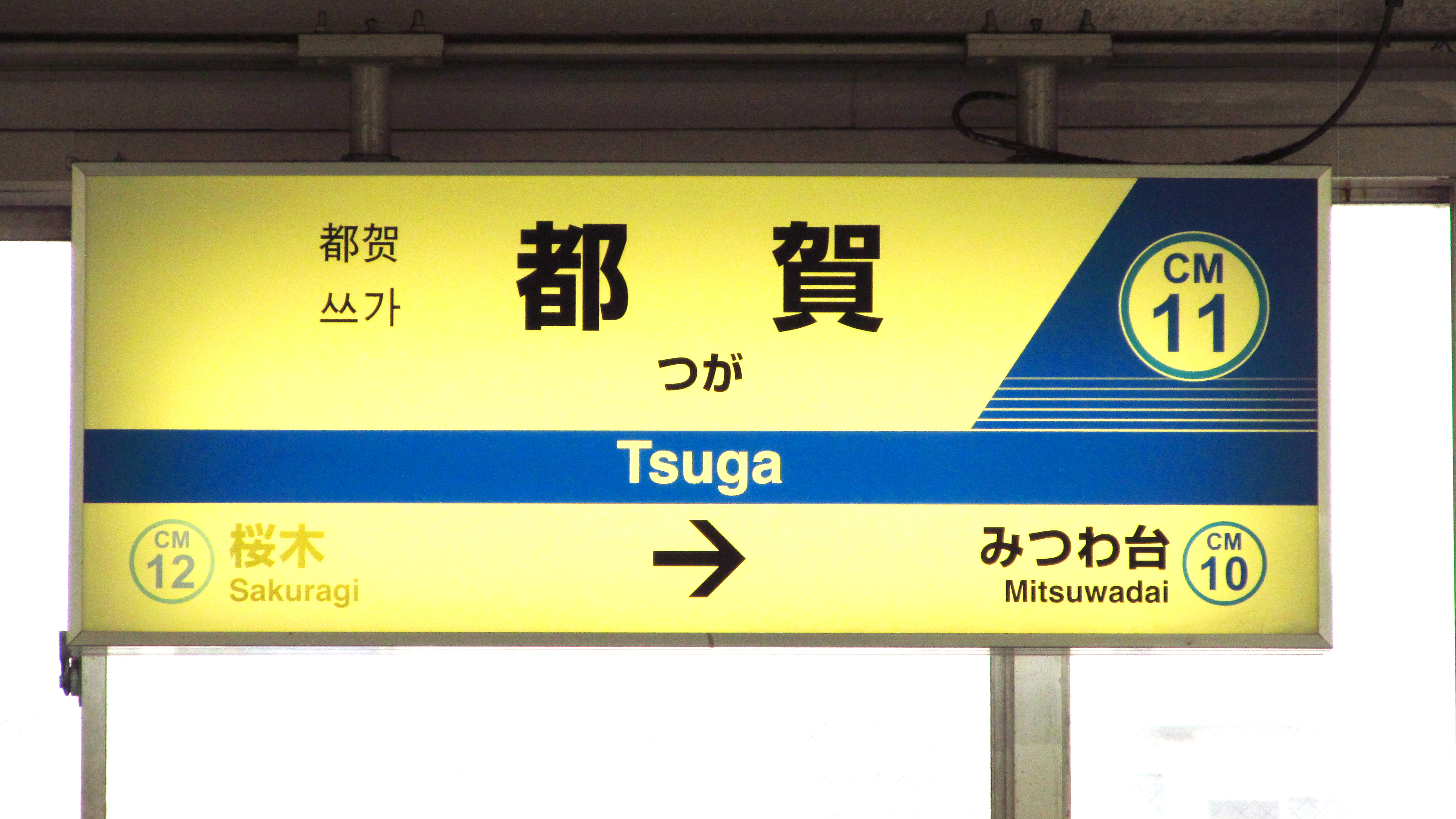
駅名標（2019年7月）

## 利用状況
- JR東日本 - 2023年度の1日平均乗車人員は19,376人である[JR 1]。
- 千葉都市モノレール - 2023年度の1日平均乗車人員は5,723人[# 1]である。
同社の駅では18駅中3位で、千葉駅、千葉みなと駅に次いで多い。

### 年度別1日平均乗車人員（1967 - 2000年）
| 年度               | 国鉄 / JR東日本 | 千葉都市 モノレール | 出典              |
| ------------------ | --------------- | ------------------- | ----------------- |
| 1967年（昭和42年） | 400             | 未 開 業            | [ 千葉県統計 1 ]  |
| 1968年（昭和43年） | 1,404           | 未 開 業            | [ 千葉県統計 2 ]  |
| 1969年（昭和44年） | 2,302           | 未 開 業            | [ 千葉県統計 3 ]  |
| 1970年（昭和45年） | 3,318           | 未 開 業            | [ 千葉県統計 4 ]  |
| 1971年（昭和46年） | 4,161           | 未 開 業            | [ 千葉県統計 5 ]  |
| 1972年（昭和47年） | 4,885           | 未 開 業            | [ 千葉県統計 6 ]  |
| 1973年（昭和48年） | 5,013           | 未 開 業            | [ 千葉県統計 7 ]  |
| 1974年（昭和49年） | 5,804           | 未 開 業            | [ 千葉県統計 8 ]  |
| 1975年（昭和50年） | 6,269           | 未 開 業            | [ 千葉県統計 9 ]  |
| 1976年（昭和51年） | 9,040           | 未 開 業            | [ 千葉県統計 10 ] |
| 1977年（昭和52年） | 8,887           | 未 開 業            | [ 千葉県統計 11 ] |
| 1978年（昭和53年） | 10,567          | 未 開 業            | [ 千葉県統計 12 ] |
| 1979年（昭和54年） | 12,424          | 未 開 業            | [ 千葉県統計 13 ] |
| 1980年（昭和55年） | 12,779          | 未 開 業            | [ 千葉県統計 14 ] |
| 1981年（昭和56年） | 13,635          | 未 開 業            | [ 千葉県統計 15 ] |
| 1982年（昭和57年） | 14,498          | 未 開 業            | [ 千葉県統計 16 ] |
| 1983年（昭和58年） | 14,771          | 未 開 業            | [ 千葉県統計 17 ] |
| 1984年（昭和59年） | 15,138          | 未 開 業            | [ 千葉県統計 18 ] |
| 1985年（昭和60年） | 14,722          | 未 開 業            | [ 千葉県統計 19 ] |
| 1986年（昭和61年） | 15,200          | 未 開 業            | [ 千葉県統計 20 ] |
| 1987年（昭和62年） | 15,722          | 4,966               | [ 千葉県統計 21 ] |
| 1988年（昭和63年） | 18,916          | 3,951               | [ 千葉県統計 22 ] |
| 1989年（平成元年） | 20,787          | 5,829               | [ 千葉県統計 23 ] |
| 1990年（平成02年） | 22,466          | 5,236               | [ 千葉県統計 24 ] |
| 1991年（平成03年） | 22,974          | 7,028               | [ 千葉県統計 25 ] |
| 1992年（平成04年） | 23,454          | 7,205               | [ 千葉県統計 26 ] |
| 1993年（平成05年） | 24,289          | 7,461               | [ 千葉県統計 27 ] |
| 1994年（平成06年） | 24,006          | 7,355               | [ 千葉県統計 28 ] |
| 1995年（平成07年） | 23,677          | 7,229               | [ 千葉県統計 29 ] |
| 1996年（平成08年） | 23,386          | 7,126               | [ 千葉県統計 30 ] |
| 1997年（平成09年） | 22,755          | 7,284               | [ 千葉県統計 31 ] |
| 1998年（平成10年） | 22,355          | 6,825               | [ 千葉県統計 32 ] |
| 1999年（平成11年） | 21,985          | 6,449               | [ 千葉県統計 33 ] |
| 2000年（平成12年） | 21,765          | 6,295               | [ 千葉県統計 34 ] |

### 年度別1日平均乗車人員（2001年以降）
近年の1日平均乗車人員の推移は下表の通りである。
| 年度               | JR東日本 | 千葉都市 モノレール | 出典              |
| ------------------ | -------- | ------------------- | ----------------- |
| 2001年（平成13年） | 21,697   | 6,055               | [ 千葉県統計 35 ] |
| 2002年（平成14年） | 21,338   | 5,896               | [ 千葉県統計 36 ] |
| 2003年（平成15年） | 20,850   | 5,761               | [ 千葉県統計 37 ] |
| 2004年（平成16年） | 20,404   | 5,507               | [ 千葉県統計 38 ] |
| 2005年（平成17年） | 20,173   | 5,510               | [ 千葉県統計 39 ] |
| 2006年（平成18年） | 20,228   | 5,519               | [ 千葉県統計 40 ] |
| 2007年（平成19年） | 20,363   | 5,603               | [ 千葉県統計 41 ] |
| 2008年（平成20年） | 20,387   | 5,607               | [ 千葉県統計 42 ] |
| 2009年（平成21年） | 20,142   | 5,592               | [ 千葉県統計 43 ] |
| 2010年（平成22年） | 20,084   | 5,484               | [ 千葉県統計 44 ] |
| 2011年（平成23年） | 19,979   | 5,327               | [ 千葉県統計 45 ] |
| 2012年（平成24年） | 20,153   | 5,461               | [ 千葉県統計 46 ] |
| 2013年（平成25年） | 20,683   | 5,695               | [ 千葉県統計 47 ] |
| 2014年（平成26年） | 20,383   | 5,713               | [ 千葉県統計 48 ] |
| 2015年（平成27年） | 20,838   | 5,904               | [ 千葉県統計 49 ] |
| 2016年（平成28年） | 20,894   | 5,980               | [ 千葉県統計 50 ] |
| 2017年（平成29年） | 20,972   | 6,051               | [ 千葉県統計 51 ] |
| 2018年（平成30年） | 21,075   | 6,041               | [ 千葉県統計 52 ] |
| 2019年（令和元年） | 21,084   | 6,027               | [ 千葉県統計 53 ] |
| 2020年（令和02年） | 16,255   | 4,663               | [ 千葉県統計 54 ] |
| 2021年（令和03年） | 17,356   | 5,140               | [ 千葉県統計 55 ] |
| 2022年（令和04年） | 18,559   | 5,508               | [ 千葉県統計 56 ] |
| 2023年（令和05年） | 19,376   | 5,723               |                   |

備考
1. ↑  1968年3月28日開業。開業日から同年3月31日までの計4日間を集計したデータ。
2. ↑  1988年3月28日開業。開業日から同年3月31日までの計4日間を集計したデータ。

## 駅周辺

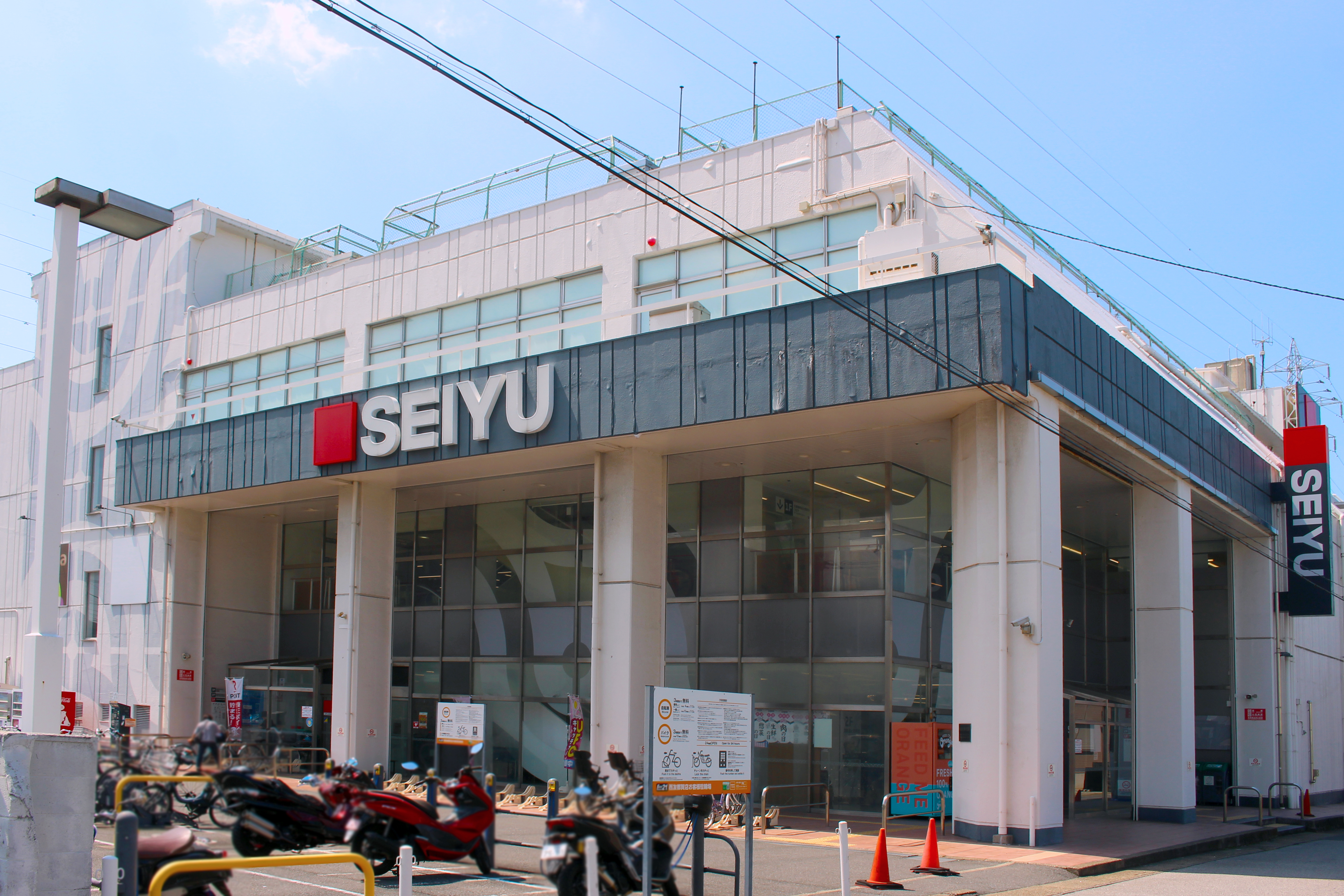
西友都賀店

駅前には公共施設・商業施設や飲食店・居酒屋が立地している。周辺は住宅街である。東西に駅前広場があり、路線バスが発着する。近隣には国道51号、千葉県道64号千葉臼井印西線等が通り、京葉道路の貝塚インターチェンジがある。

### 東口
- 千葉市若葉区役所
- 都賀コミュニティーセンター
- 若葉保健福祉センター
- 千葉東警察署都賀交番
- 都賀駅前郵便局
- 都賀スポーツセンター
- 都賀自治会館
- 貝塚市民の森
- 千葉県立若松高等学校
- 千葉市立北貝塚小学校
- 千葉総合グラウンド
- 千葉銀行都賀支店
- 佐原信用金庫都賀支店
- なかやショッピングセンター
- なかや第2ビル
- かねたや都賀本店
- ニトリ千葉桜木店

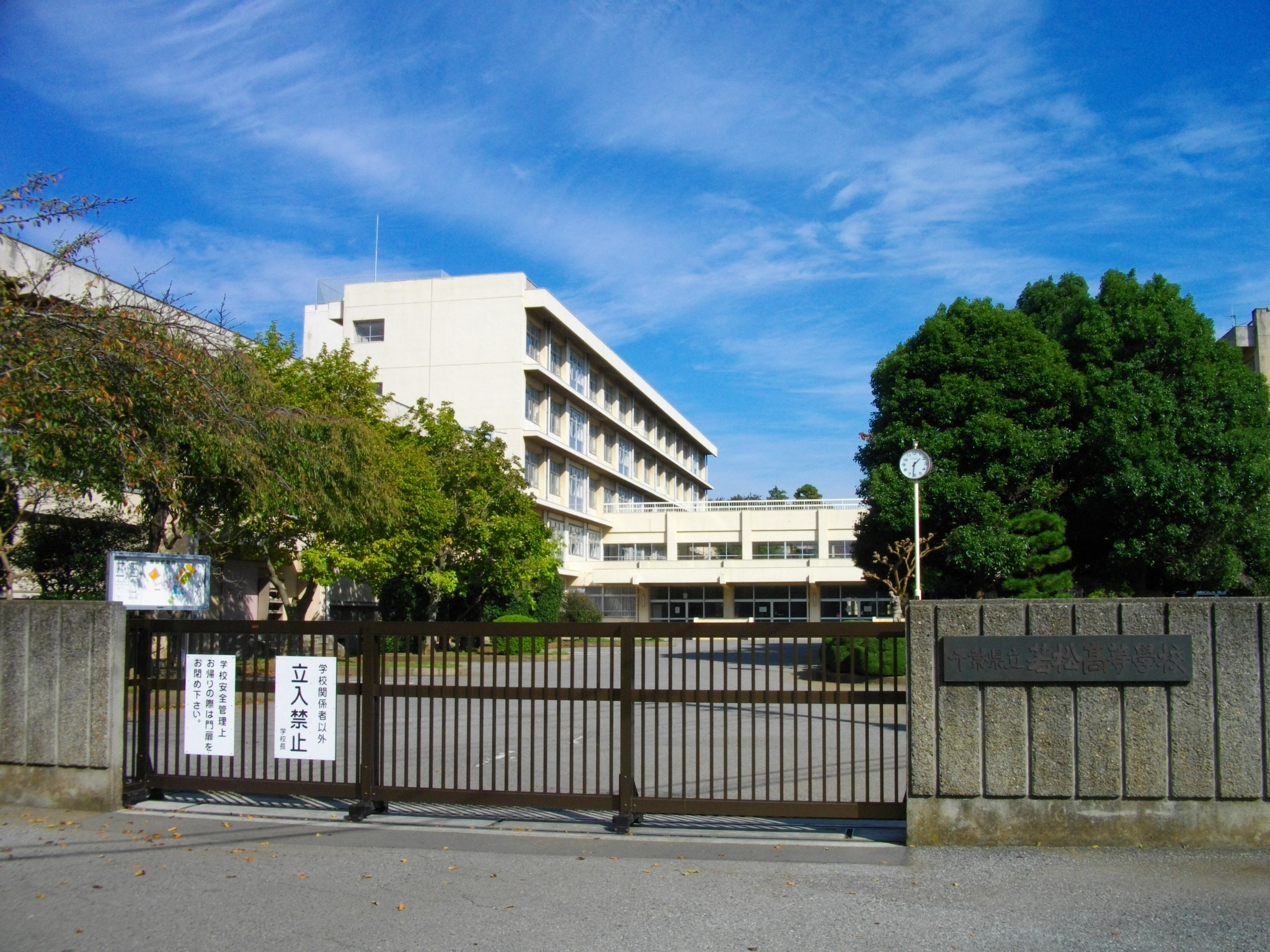
千葉県立若松高等学校

- ヤマダデンキ家電住まいる館YAMADA千葉本店（南西へ徒歩約18分）
- マルエツ新都賀店
- ヨークマート 都賀店
- Big-A千葉都賀店
- コナミスポーツクラブ都賀
- 快活クラブ 都賀店
- マクドナルド 都賀駅前店

### 西口
- 千葉西都賀郵便局
- 千葉市若葉図書館西都賀分館

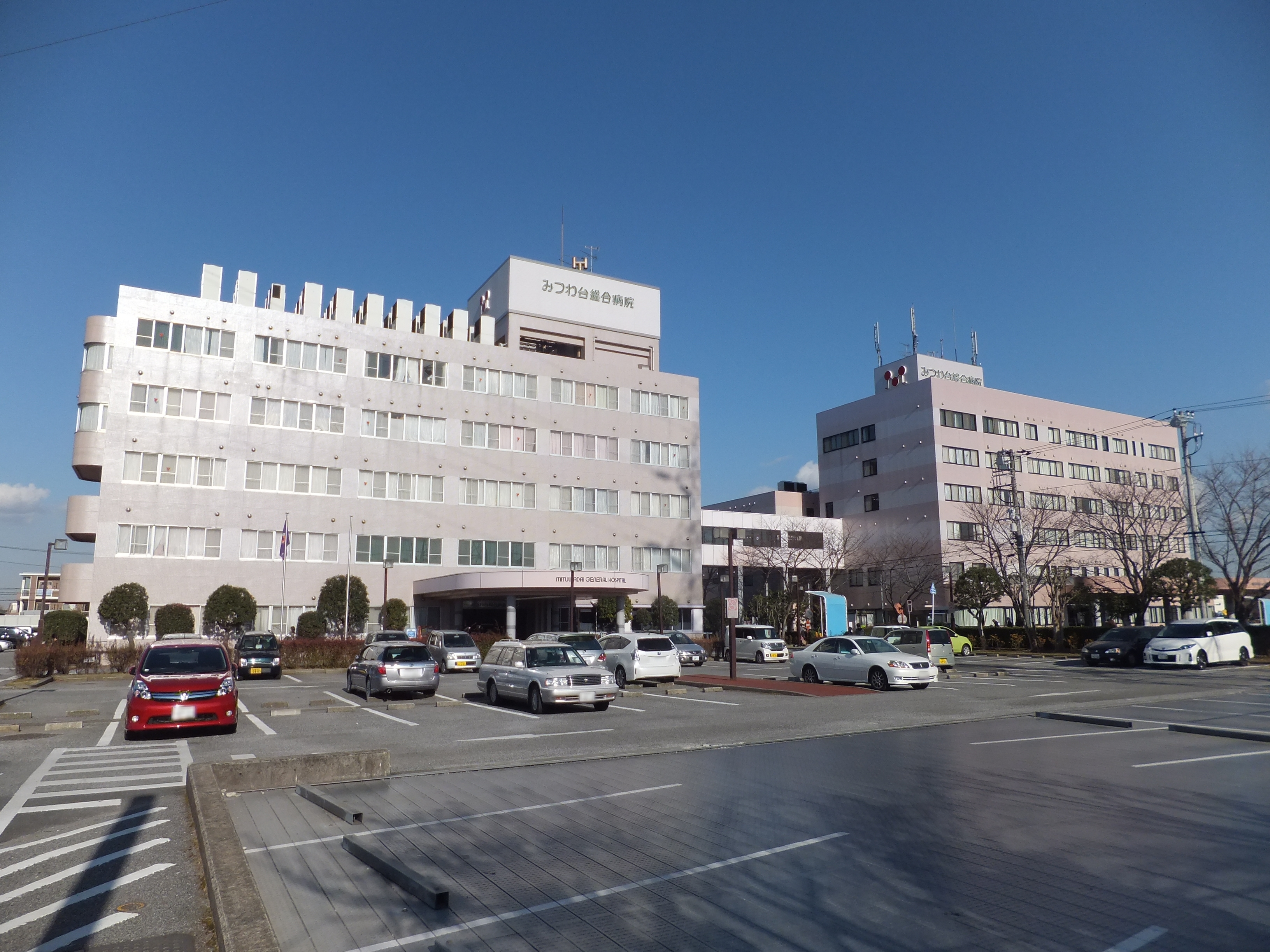
みつわ台総合病院

- みつわ台総合病院（TBS『白い影』2001年版ロケ地）
- 京葉銀行都賀支店
- 千葉信用金庫都賀支店
- 西口商店街「つがショッピングロード」
- 西友都賀店
- 殿山ガーデン・殿山テニスガーデン

## バス路線

### 東口
京成バス千葉営業所・京成バス千葉イースト・東京空港交通・平和交通が運行する路線が発着する。
1番のりば（平和交通）
- 中央公園
- 若松営業所

2番のりば（京成バス千葉イースト）
- 四街道駅

3番のりば
- 千葉内陸バス
  - 千葉駅
- 京成バス千葉イースト・東京空港交通
  - 高速バス：羽田空港

4番のりば
- 京成バス
  - つ02：千葉駅
- 京成バス千葉イースト
  - 鎌取駅
  - 植草学園大学
  - JR千葉駅

5番のりば（京成バス）
- つ01：御成台車庫

### 西口
京成バス千葉イーストが運行する路線が発着する。
1番のりば
- みつわ台車庫

2番のりば
- 原町循環
- 千葉駅

## 隣の駅
東日本旅客鉄道（JR東日本）
■総武本線・■成田線（成田線は佐倉駅まで総武本線）
■快速
千葉駅 (JO 28) - 都賀駅 (JO 30) - 四街道駅 (JO 31)
■■普通（各駅停車）
東千葉駅 (JO 29) - 都賀駅 (JO 30) - 四街道駅 (JO 31)
千葉都市モノレール
 2号線
みつわ台駅（CM10） - 都賀駅（CM11） - 桜木駅（CM12）

#### 報道発表資料
1. 1 2  『千葉～成田空港駅間へ「駅ナンバリング」を導入します 東京2020オリンピック・パラリンピック競技大会を見据え、よりわかりやすくご利用いただける駅を目指します』（PDF）（プレスリリース）東日本旅客鉄道千葉支社、2018年1月26日。オリジナルの2020年12月14日時点におけるアーカイブ。2020年12月14日閲覧。
2. ↑  “Suicaご利用可能エリアマップ（2001年11月18日当初）” (PDF).   東日本旅客鉄道. 2019年7月27日時点のオリジナルよりアーカイブ。2020年4月24日閲覧。
3. ↑  『2009年3月14日、新たに3事業者でPASMOがご利用いただけるようになります。』（PDF）（プレスリリース）PASMO協議会／パスモ、2008年12月22日。オリジナルの2015年4月14日時点におけるアーカイブ。2020年8月21日閲覧。

#### 新聞記事
1. ↑  “千葉‐四街道、複線が開通、都賀信号所57年半の歴史に終止符、駅として生まれ変る”. 千葉日報 (千葉日報社):  pp. 7. (1965年9月30日)
2. ↑  “千葉-成田間待望の電化 28日から、都賀駅も同時に、26日に開通記念行事”. 千葉日報 (千葉日報社). (1968年3月24日)
3. ↑  “待望の電化あす開業 千葉ー成田間、喜び乗せて祝賀電車、駅々に旗振る地元民”. 千葉日報 (千葉日報社). (1968年3月27日)

#### 利用状況に関する資料
JRの1日平均利用客数
JR東日本の1999年度以降の乗車人員
1. 1 2 3  各駅の乗車人員（2023年度） - JR東日本
2. ↑  各駅の乗車人員（2000年度） - JR東日本
3. ↑  各駅の乗車人員（2001年度） - JR東日本
4. ↑  各駅の乗車人員（2002年度） - JR東日本
5. ↑  各駅の乗車人員（2003年度） - JR東日本
6. ↑  各駅の乗車人員（2004年度） - JR東日本
7. ↑  各駅の乗車人員（2005年度） - JR東日本
8. ↑  各駅の乗車人員（2006年度） - JR東日本
9. ↑  各駅の乗車人員（2007年度） - JR東日本
10. ↑  各駅の乗車人員（2008年度） - JR東日本
11. ↑  各駅の乗車人員（2009年度） - JR東日本
12. ↑  各駅の乗車人員（2010年度） - JR東日本
13. ↑  各駅の乗車人員（2011年度） - JR東日本
14. ↑  各駅の乗車人員（2012年度） - JR東日本
15. ↑  各駅の乗車人員（2013年度） - JR東日本
16. ↑  各駅の乗車人員（2014年度） - JR東日本
17. ↑  各駅の乗車人員（2015年度） - JR東日本
18. ↑  各駅の乗車人員（2016年度） - JR東日本
19. ↑  各駅の乗車人員（2017年度） - JR東日本
20. ↑  各駅の乗車人員（2018年度） - JR東日本
21. ↑  各駅の乗車人員（2019年度） - JR東日本
22. ↑  各駅の乗車人員（2020年度） - JR東日本
23. ↑  各駅の乗車人員（2021年度） - JR東日本
24. ↑  各駅の乗車人員（2022年度） - JR東日本

JR・私鉄の統計データ
1. 1 2  千葉県統計年鑑 - 千葉県
2. ↑  千葉市統計書 - 千葉市

千葉県統計年鑑
1. ↑  昭和43年
2. ↑  昭和44年
3. ↑  昭和45年
4. ↑  昭和46年
5. ↑  昭和47年
6. ↑  昭和48年
7. ↑  昭和49年
8. ↑  昭和50年
9. ↑  昭和51年
10. ↑  昭和52年
11. ↑  昭和53年
12. ↑  昭和54年
13. ↑  昭和55年
14. ↑  昭和56年
15. ↑  昭和57年
16. ↑  昭和58年
17. ↑  昭和59年
18. ↑  昭和60年
19. ↑  昭和61年
20. ↑  昭和62年
21. ↑  昭和63年
22. ↑  平成元年
23. ↑  平成2年
24. ↑  平成3年
25. ↑  平成4年
26. ↑  平成5年
27. ↑  平成6年
28. ↑  平成7年
29. ↑  平成8年
30. ↑  平成9年
31. ↑  平成10年
32. ↑  平成11年
33. ↑  平成12年
34. ↑  平成13年
35. ↑  平成14年
36. ↑  平成15年
37. ↑  平成16年
38. ↑  平成17年
39. ↑  平成18年
40. ↑  平成19年
41. ↑  平成20年
42. ↑  平成21年
43. ↑  平成22年
44. ↑  平成23年
45. ↑  平成24年
46. ↑  平成25年
47. ↑  平成26年
48. ↑  平成27年
49. ↑  平成28年
50. ↑  平成29年
51. ↑  平成30年
52. ↑  令和元年
53. ↑  令和2年
54. ↑  令和3年
55. ↑  令和4年
56. ↑  令和5年

千葉市統計書
1. 1 2 3  千葉市 (2025年3月). “千葉市統計書(令和6年度版）”. p. 162-163. 2025年7月7日閲覧。